# حارة مدينة الشباب (صنعاء)

تعديل مصدري - تعديل

حارة مدينة الشباب هي إحدى حارات حي المهندسين بضواحي الأمانة مديرية سنحان وبني بهلول، بلغ تعداد سكانها 939 نسمة حسب تعداد اليمن لعام 2004.